# Jean-François Boissonade
Jean-François Boissonade de Fontarabie (* 12. August 1774 in Paris; † 8. September 1857 in Passy) war ein französischer Klassischer Philologe.

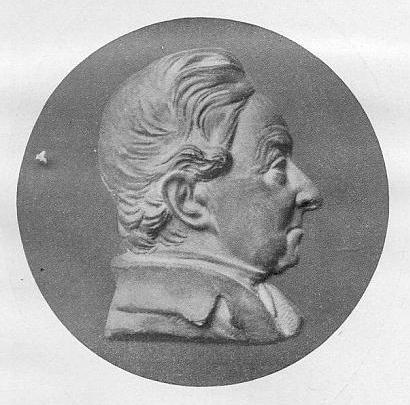
Jean-François Boissonade. Medaille von David d’Angers (1843)

## Leben und Wirken
Jean-François Boissonades Familie stammte aus der Gascogne. Nach dem Studium am Collège d’Harcourt in Paris trat er 1792 in den Staatsdienst ein. Nach der Entlassung 1795 wurde er 1799 von Lucien Bonaparte wieder eingestellt und zum Sekretär in der Präfektur des Departements Haute-Marne ernannt.
Neben dem Beruf beschäftigte sich Boissonade mit der griechischen Literatur. Um sich ganz auf seine Studien konzentrieren zu können, nahm er schließlich seinen Abschied aus dem Staatsdienst. Neben seiner Forschungsarbeit nahm er 1809 die akademische Lehre an der Universität von Paris auf, wo er 1813 zum Professor der griechischen Sprache und Literatur ernannt wurde. 1828 wechselte er auf den Lehrstuhl für griechische Sprache am Collège de France. Daneben war er Leiter der Bibliothèque du Roi und ständiger Sekretär der Académie des Inscriptions. Seit 1848 war er auswärtiges Mitglied der Bayerischen Akademie der Wissenschaften. Er war assoziiertes Mitglied der Königlich Niederländischen Akademie der Wissenschaften.
Am 22. Juli 1856 heiratete Boissonade in Paris Marie-Rose Boutry und hatte mit ihr einen Sohn, den späteren Rechtsgelehrten Gustave Boissonade.
Am 8. September 1857 starb Jean François Boissonade de Fonarabie in Passy und fand auf dem Cimetière de Montmartre (Division 16) seine letzte Ruhestätte.

## Rezeption
Boissonade war einer der produktivsten Herausgeber griechischer Literatur. Seine Textausgaben machten viele entlegene Autoren der Forschung verfügbar, genügten aber nicht dauerhaft den Ansprüchen der wissenschaftlichen Textkritik. Dennoch stellt sein Lebenswerk eine bedeutende Leistung der französischen Philologie des 19. Jahrhunderts dar. Viele Texte gab er zum ersten Mal heraus.

## Ehrungen
- Die Rue Boissonade in Paris (14. Arrondissement) ihm zu Ehren benannt.

## Werke
griechische bzw. lateinische Autoren
- Flavius Philostratos: Héroïques. Paris 1806.
- Flavius Philostratos: Lettres. Paris 1842.
- Marinos von Neapolis: Vie de Procus. Paris 1814.
- Tiberius Rhetor: Des figures de Démosthène. Paris 1815.
- Lukas Holste:  Lettres. Paris 1817.
- Nicetas Eugenianus: Drosilla et Charicles. Paris 1819 (2 Bde.)
- Ailios Herodianos: Catégories. Paris 1819.
- Eunapios von Sardes: Vie des philosophes et des sophistes. Paris 1822.
- Aristainetos:  Lettres. Paris 1822.
- Ovid: Metamorphosen. Paris 1822.
- Nouveau Testament. Paris 1824 (2 Bde.)
- Sindbad der Philosoph: Livre de Sindbad. Paris 1828.
- Platon: Gorgias. Paris 1834.
- Aeneas von Gaza: Dialogue sur l’immortalité de l’âme et la résurrection des corps. Paris 1836.
- Michael Psellos: De operatione daemonum. Paris 1838.
- Babrios: Fables. Paris 1844.
- Chorikios von Gaza: Œuvres diverses. Paris 1846.
- Georgios Pachymeres: Œuvres diverses. Paris 1848.
- Diogenes Laertios: Vies, doctrine et sentences des philosophes illustres. Paris 1850.
- Johannes Tzetzes: Allégories de l’Iliade. Paris 1851.
- Pindar: Odes. Paris 1867.
- Poetarum graecorum sylloge. Paris 1823/26 (24 Bde.)[3]
- Anecdota graeca. Paris 1829/33 (5 Bde.)
- Anecdota nova. Paris 1844.

französische Autoren
- Voltaire: Lettre inédites à Frédéric-Le-Grand. Paris 1802.
- François Fénelon: Aventures de Télemaque. Paris 1824 (2 Bde.)
- Évariste de Parny: Œuvres choisies. Paris 1827.

Übersetzung aus dem Portugiesischen
- António Dinis da Cruz e Silva: Le Goupillon. Poème héroï-comique. Paris 1828.